# Ted Levine
Frank Theodore "Ted" Levine (sinh ngày 29 tháng 5 năm 1957) là một nam diễn viên người Mỹ. Ông được biết đến với vai Buffalo Bill trong Sự im lặng của bầy cừu.

## Giải thưởng và đề cử
| Năm  | Giải thưởng                     | Hạng mục | Đề cử cho              | Kết quả   | Ct    |
| ---- | ------------------------------- | --- | ---------------------- | --------- | ----- |
| 2008 | Screen Actors Guild Award       | Nhóm diễn viên nổi bật trong phim (Cùng với Armand Assante, Josh Brolin, Russell Crowe, Ruby Dee, Chiwetel Ejiofor, Idris Elba, Cuba Gooding Jr., Carla Gugino, John Hawkes, Joe Morton, Lymari Nadal, John Ortiz, RZA, Yul Vazquez, và Denzel Washington) | American Gangster      | Đề cử     | [ 4 ] |
| 2012 | 20/20 Awards                    | Nam diễn viên phụ xuất sắc nhất | Sự im lặng của bầy cừu | Đề cử     | [ 5 ] |
| 2015 | Liên hoan phim quốc tế Beaufort | Nam diễn viên xuất sắc nhất | Dig Two Graves         | Đoạt giải | [ 6 ] |